# Käthe Gold
Käthe Gold (nacida como Katharina Stephanie Gold en Viena, el 11 de febrero de 1907; † en Viena, el 11 de octubre de 1997) fue una actriz austriaca.

## Biografía
Nacida en Viena (Austria-Hungría), se formó como actriz en su ciudad natal, tras lo cual residió en Berna, Breslau (hoy Breslavia) y Múnich. En 1932 se trasladó a Berlín, donde permanecería hasta 1944. Durante esa época alcanzó sus mayores éxitos como actriz de teatro, interpretando obras como el Fausto de Goethe (Gretchen), Hamlet de Shakespeare (Ofelia) o la Casa de Muñecas de Henrik Ibsen (Nora).
En 1944 se mudó a Zúrich (Suiza) y en 1947 volvió a Viena y actuó en el Burgtheater de la capital austriaca.
La dedicación de Gold al teatro hizo que no apareciese en muchas películas de cine. De entre las pocas en las que participó, las más notables fueron Amphytrion (1935, en el papel de Alcmena), Das Fräulein von Barnhelm (1940) y, después de la guerra, Rose Bernd (1956) y Karl May (1976, película biográfica sobre el escritor).
En televisión dio la réplica a Heinz Rühmann en la versión alemana de la Muerte de un viajante de Arthur Miller (1968). También apareció como estrella invitada en dos episodios de la conocida serie alemana Der Kommissar.
Käthe Gold falleció en su Viena natal.